# Быстрянский, Вадим Александрович
Вадим Александрович Быстрянский (настоящая фамилия Ватин; 1886—1940) — российский революционер и публицист, участник революционного движения в России; советский историк и публицист. Доктор исторических наук, профессор; член Истпарта.
Был делегатом 8-го (1919), 15-го (1927) и 16-го (1930) съездов партии.

## Биография
Родился 1 (13) мая 1886 года в Петербурге в семье инженера-железнодорожника. Окончил в 1904 году с золотой медалью 6-ю Санкт-Петербургскую гимназию.
Учился на историко-филологическом факультете Санкт-Петербургского университета. 
Будучи студентом, в 1907 году вступил в РСДРП. В 1907—1909 годах вёл партийную работу в Петербурге. С 1908 года — член ЦК РСДРП. В марте 1909 года был арестован и находился в тюрьме полтора года, в октябре 1910 года был выслан на вечное поселение в Сибирь — в деревню Быстрая Минусинского уезда Енисейской губернии. По названию места ссылки избрал себе псевдоним Быстрянский, закрепившийся за ним до конца жизни. В июле 1911 года был переведён в Минусинск, был там одним из лидеров ссыльных большевиков.
В тюрьме и ссылке находился около восьми лет. Незадолго до Февральской революции нелегально покинул Сибирь и перебрался в Киев; работал в Киевском комитете РСДРП(б) и в большевистской газете «Звезда» в Екатеринославе, которой руководил вместе с С. И. Гопнер.
В октябре 1917 года возвратился в Петроград, участник Октябрьской революции. Делегат 2-го Всероссийского съезда Советов, был избран членом ВЦИК. С октября 1917 года — член редакции «Известия ВЦИК», работал в редакциях газет «Правда», «Известия ВЦИК». В 1918—1922 гг. — член редакционной коллегии «Петроградской правды», с 1918 года член редакции газеты «Северная коммуна», с 1919 — «Известия Петросовета».
С 1922 года — руководитель Петроградского истпарта (сменил его В. И. Невский), на преподавательской и научной работе в Ленинграде, был членом редакционной коллегии Петроградского отделения Госиздата, с 1923 года преподавал в Коммунистическом университете имени Г. Е. Зиновьева.
В 1923—1925 годах — декан экономического факультета Санкт-Петербургского государственного политехнического университета. Член редакции газеты «Ленинградская правда».
В 1923—1929 годах Быстрянский поддерживал И. В. Сталина, в частности, в борьбе с зиновьевской оппозицией, активно содействовал (1925—1926) новому ленинградскому руководству во главе с С. М. Кировым.
В 1936—40 годах — директор Ленинградского института истории партии. С сентября 1940 года был членом редакционной коллегии «Правды» и умер в этой должности.
Некоторые его работы 1920-х годов в тридцатые годы оказались под запретом, но сам он при этом репрессиям не подвергся.
Был похоронен в Москве на новом Донском кладбище в Москве, в главном зале бывшего крематория (колумбарий № 2) (ныне здесь — храм).
Был делегатом 8-го (1919), 15-го (1927) и 16-го (1930) съездов ВКП(б). Состоял членом Общества бывших политкаторжан и ссыльнопоселенцев.
Автор публикаций по теории марксизма-ленинизма, истории революционного движения и Коммунистической партии. Был составителем систематического указателя к Собранию сочинений В. И. Ленина.